# Abadia de Whitby

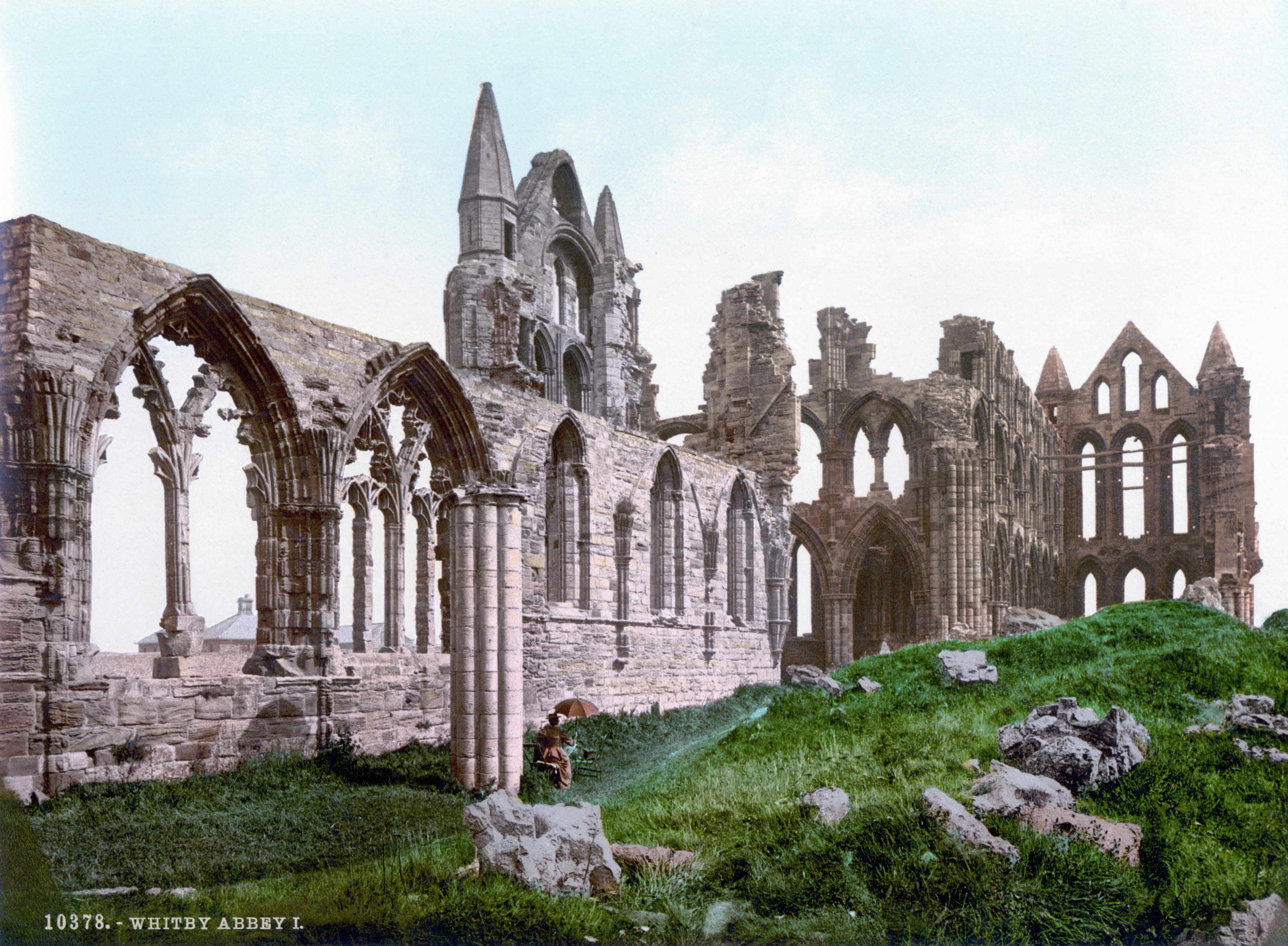
Abadia de Whitby

Abadia de Whitby foi uma abadia beneditina, hoje arruinada, na costa do Mar do Norte, próxima à cidade de Whitby, em North Yorkshire, na Inglaterra. Ela foi desmantelada durante a Dissolução dos Mosteiros sob os auspícios de Henrique VIII.
Esta igreja gótica em ruínas e com inúmeras lendas sobrenaturais inspirou Bram Stoker na criação de “Drácula”. Sua imagem e lendas foram usadas em inúmeras adaptações para cinema e televisão.

## Streoneshalh

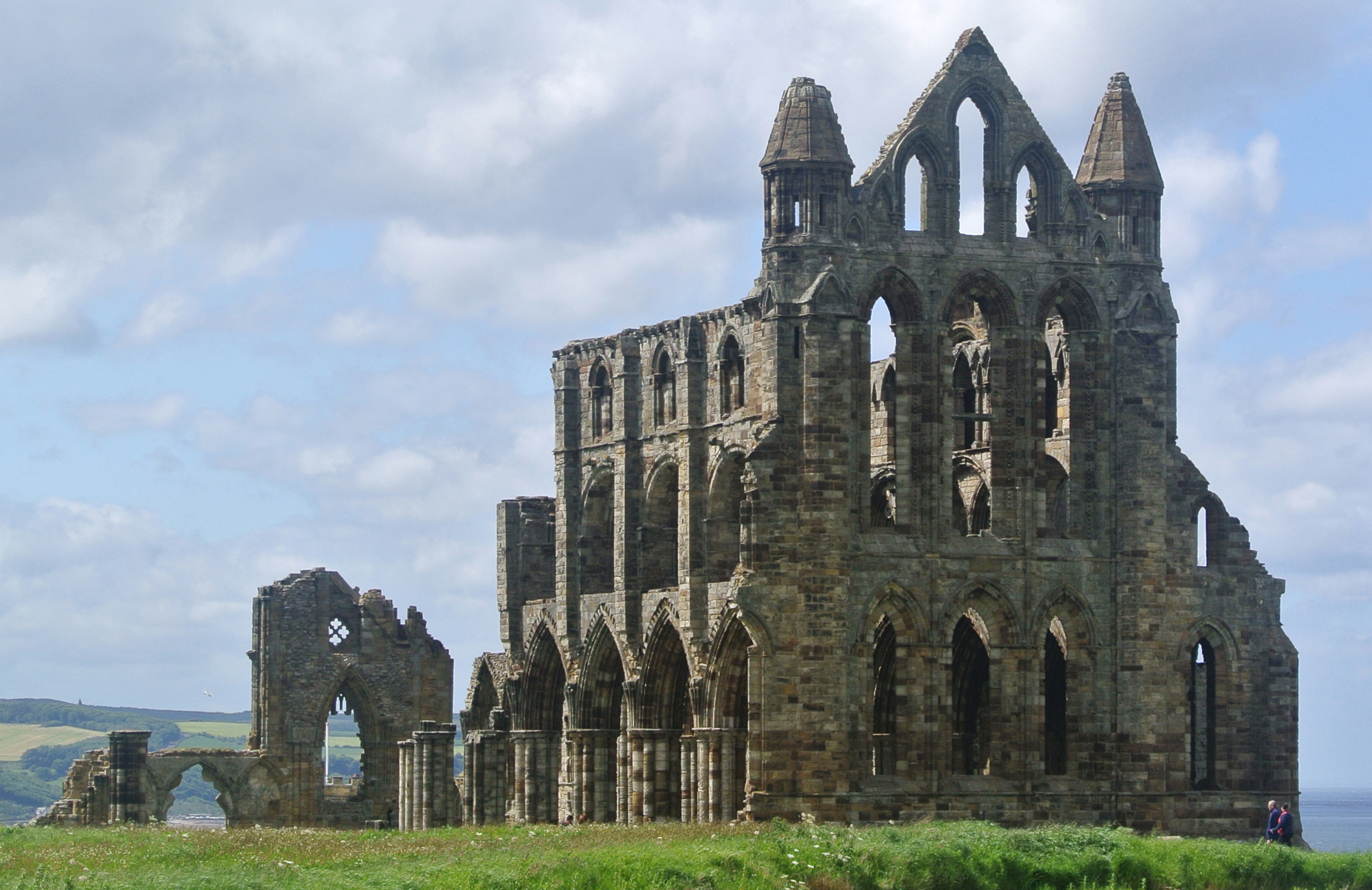
Abadia de Whitby

O primeiro mosteiro no local foi fundado em 657 d.C., durante o período anglo-saxão pelo rei da Nortúmbria Osvio com o nome de Streoneshalh. Ele designou Lady Hilda, abadessa da Abadia de Hartlepool e sobrinha de Eduíno, o primeiro rei cristão da Nortúmbria, como primeira abadessa. Acredita-se que o nome Streoneshalh signifique "Baía do Forte" ou "Baía da Torre", em referência a um suposto assentamento romano que teria existido no local. Esta suposição jamais foi provada e teorias alternativas já foram propostas, como a que propõe que o nome signifique "Assentamento de Streona".
O mosteiro duplo de monges e freiras beneditinos foi o lar do grande poeta nortúmbrio Caedmon. Em 664, o sínodo de Whitby, no qual o rei Osvio decretou que a igreja nortúmbria iria adotar o cálculo da data da Páscoa e a tonsura romanos foi realizado na abadia.
Streoneshalh foi destruída pelos dinamarqueses em ataques sucessivos entre 867 e 870, sob Ivar e Uba, permanecendo abandonada por 200 anos. A existência de um prestebi, "habitação de padres" na língua nórdica antiga, na pesquisa de Domesday pode indicar um renascimento da vida religiosa no local desde o período das invasões viquingues. O antigo mosteiro foi dado a Reinfrid era composto de quarenta monasteria vel oratoria arruinados, similares às ruínas monásticas irlandesas, com diversas capelas e celas onde habitavam os monges.

## Whitby

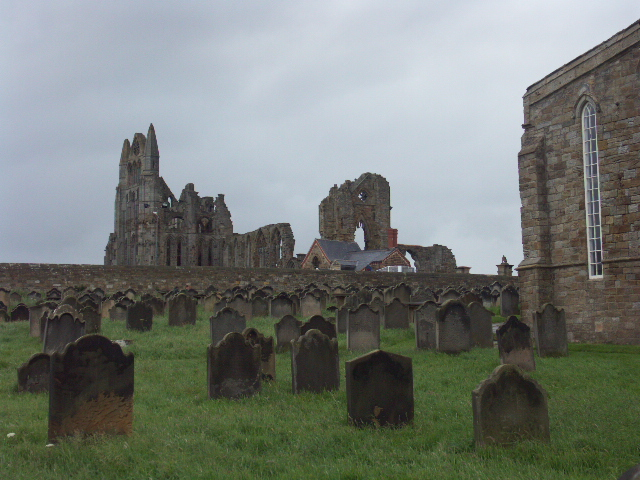
Abadia de Whitby vista do cemitério

Reinfrid, um soldado no exército de Guilherme, o Conquistador, se tornou um monge e viajou até Streoneshalh, que então já era conhecido como Prestebi ou Hwitebi (o "assentamento branco" em nórdico antigo). Ele pediu a William de Percy, que lhe doou o arruinado mosteiro de São Pedro e as terras adjacentes para que ele iniciasse um novo mosteiro. Serlo de Percy, o irmão do fundador, se juntou a Reinfredo no novo mosteiro, que passou a seguir a regra de São Bento.
Este segundo mosteiro perdurou até ser destruído por Henrique VIII, em 1540, durante a Dissolução dos Mosteiros. Os edifícios da abadia então foram abandonados, se arruinaram e foram utilizados como fonte de pedras para construções nas redondezas, permanecendo, porém, como uma marca visível para marinheiros. Atualmente, as ruínas pertencem ao English Heritage, que as mantém.
Em 1914, a Abadia de Whitby foi alvo de um ataque pelos cruzadores de batalha alemães Von der Tann and Derfflinger, que tentavam acertar um posto de radar nas proximidades. Scarborough and Hartlepool também foram atacados. A abadia foi consideravelmente danificada no ataque, que durou dez minutos.

## Propriedades da abadia
A doação original de William de Percy não incluiu apenas o mosteiro de São Pedro em Streoneshalh, mas também a cidade e o porto de Whitby, com sua igreja paroquial de Santa Maria e seis capelas dependentes em Fyling, Hawsker, Sneaton, Ugglebarnby, Dunsley e Aislaby, cinco moendas, incluindo Ruswarp, a cidade de Hackness com duas moendas, a igreja paroquial de Santa Maria e a Igreja de São Pedro "onde nossos monges serviram a Deus, morreram e foram enterrados", além de várias outras doações enumeradas no "Memorial" no livro do abade.

## Priores e Abades
O primeiro prior, Reinfrido, liderou por muitos anos e foi acidentalmente morte e enterrado em São Pedro em Hackness. Ele foi sucedido como prior por Serlo de Percy.

## Sepultamentos notáveis na abadia
- Osvio da Nortúmbria, um rei de Bernícia
- Eduíno de Deira, rei de Deira e da Bernícia, tido como santo
- Ealfrida, a viúva de Osvio e uma abadessa em Whitby
- Elfledo, filha de Osvio e Ealfrida, também abadessa em Whitby